# Estevão I de Constantinopla
Estevão I de Constantinpla (em grego: Στέφανος Α΄; romaniz.: Stephanos I; novembro de 867 — 18 de maio de 893) foi o patriarca de Constantinopla entre 886 e 893.

## Biografia
Estevão era o filho de Eudócia Ingerina e, oficialmente, do imperador bizantino Basílio I, o Macedônio. Porém, quando ele fora concebido, Eudócia ainda era a amante do imperador Miguel III, o Ébrio. Consequentemente, é possível - e provável - que ele seja, assim como o seu irmão mais velho Leão VI, o Sábio, filho de Miguel.
Castrado por Basílio I, Estevão se tornou um monge e foi designado para uma carreira na igreja deste a mais tenra idade. Em 886, seu irmão, o novo imperador Leão VI, dispensou o patriarca Fócio e apontou Estevão - então com dezenove anos - como patriarca em seu lugar.
No trono patriarcal, Estevão participou do enterro cerimonial de Miguel III por Leão VI no mausoléu imperial anexo à Igreja dos Santos Apóstolos em Constantinopla. Não há eventos significativos ligado ao patriarcado de Estevão ou ao patriarca em si, que morreu em 893 com uma fama de piedade.